# Ashland (Illinois)
Ashland es una villa ubicada en el condado de Cass en el estado estadounidense de Illinois. En el Censo de 2010 tenía una población de 1333 habitantes y una densidad poblacional de 700,24 personas por km².

## Geografía
Ashland se encuentra ubicada en las coordenadas 39°53′19″N 90°0′29″O / 39.88861, -90.00806. Según la Oficina del Censo de los Estados Unidos, Ashland tiene una superficie total de 1.9 km², de la cual 1.9 km² corresponden a tierra firme y (0%) 0 km² es agua.

## Demografía
Según el censo de 2010, había 1333 personas residiendo en Ashland. La densidad de población era de 700,24 hab./km². De los 1333 habitantes, Ashland estaba compuesto por el 98.42% blancos, el 0.38% eran afroamericanos, el 0.38% eran amerindios, el 0.08% eran asiáticos, el 0% eran isleños del Pacífico, el 0.15% eran de otras razas y el 0.6% pertenecían a dos o más razas. Del total de la población el 0.53% eran hispanos o latinos de cualquier raza.